# Paid (2006)
Paid
Paid é um filme dos Países Baixos lançado nos idiomas inglês e português. Dirigido por Laurence Lamers, foi realizado entre os anos de 2004 e 2005. Conta com um elenco internacional que inclui Anne Charrier, Murilo Benício, Tom Conti, Guy Marchand, Corbin Bernsen, Marie-France Pisier, Beppe Clerici, Tygo Gernandt e outros.

## Sinopse
Paid é um film noir inspirado na tradição dos filmes de gângster franceses. A história acompanha personagens envolvidos com o submundo do crime que, apesar do arrependimento, não conseguem se desvincular dele. Os protagonistas, Paula e Michel, secretamente almejam uma vida honesta e significativa, assim como concretizar a história de amor entre eles.
Paula Gireaux, uma garota de programa parisiense de 28 anos, vive em Amsterdam. Ela conhece Michel Angelo, um assassino profissional. O destino de ambos muda quando um garoto boliviano de seis anos entra em suas vidas, dando-lhes uma nova razão para viver e lutar por uma vida melhor.
Porém, ao decidirem sair do crime, Paula se vê presa a um acordo com Rudi Dancer, um poderoso barão das drogas. Embora o acordo parecesse vantajoso, torna-se um obstáculo para sua relação com Michel. Apesar das dificuldades, os dois encontram uma maneira de escapar, mas não sem pagar um alto preço.

## Produção
Paid se destaca na história do cinema neerlandês por ser inteiramente financiado com recursos privados. Outro ponto relevante é seu elenco multicultural, com atores de vários países como França, EUA, Reino Unido, Itália, Brasil e os Países Baixos, o que o torna voltado para o mercado internacional.
A trilha sonora foi composta por Jaques Morelenbaum, conhecido por seu trabalho em "Central do Brasil", e a mixagem de som é assinada por Alek Goosse, da Bélgica. O filme é distribuído internacionalmente pela companhia sueca NonStop Sales.
O processo de produção enfrentou diversos desafios. As filmagens foram planejadas para durar 25 dias, mas logo no início o ator mirim precisou ser substituído, causando um atraso de quatro dias. Além disso, foram realizadas cenas extras no Rio de Janeiro e em Amsterdam. A pós-produção levou 38 dias e foi concluída no final de 2005. O orçamento total foi de 1,5 milhões de euros.

## Estreia
O filme teve sua estreia internacional em 25 de setembro de 2006 no Tuschinski Theatre, em Amsterdam, Holanda.

## Elenco
- Anne Charrier
- Murilo Benício
- Tom Conti
- Guy Marchand
- Fendi van Brederode
- Corbin Bernsen
- Tygo Gernandt
- Hajo Bruins
- Beppe Clerici
- Helmert Woudenberg
- Manouk van der Meulen
- Marie-France Pisier
- Ana Lucia Torre

## Ficha técnica
- Direção e Roteiro: Laurence Lamers
- Direção de Fotografia (D.O.P.): Tom Erisman
- Edição: Martyn Gould
- Compositor: Jaques Morelenbaum
- Diretor de Arte: Dimitri Merkoulov
- Produção: Silvester Slavenburg e Martin Lagestee
- Companhia produtora: Slavenburg Films

## Festivais
Paid foi exibido nos seguintes festivais:
- Festival da Holanda
- Mostra Internacional de Cinema de São Paulo
- Filmfest von Braunschweig
- Dereel Festival of Melbourne
- The New Orleans Film Festival
- The Exground Film Festival of Wiesbaden